# Шахтная печь
Шахтная печь — вид металлургических печей, предназначенных для плавки и обжига кусковых материалов, а также для термической обработки металлических изделий.
Шахтные печи имеют сильно вытянутое вверх рабочее пространство круглого или прямоугольного сечения. Они применяются в цветной и чёрной металлургии для выплавки чугуна (вагранка), железа (доменный процесс) и других металлов. Кроме этого, их используют для обжига известняка, для прямого получения железа в ходе обжига и металлизации железорудного сырья и т. п.
Шахтные печи характеризуются большими значениями теплового КПД и высокой производительностью. Сгорание топлива происходит или в самой шахтной печи или в специальной выносной топке, откуда горячие продукты горения подаются в печь. Как правило, в состав основных элементов шахтных печей входят колошник для загрузки шихты и отвода газов, сама шахта печи, горн для сбора жидких продуктов выплавки и фурмы для подачи топлива или горячих газов. Обрабатываемые материалы поступают в рабочий объём печи сверху, навстречу ему газообразные продукты горения топлива формируют в печи восходящий поток, а готовый продукт выходит снизу.